# Деменция
Деменцията (на латински: Dementia – „без ум“) е неврологично заболяване, което се отличава с влошаване на умствените способности, нарушена концентрация и други. Деменцията обикновено е „болест на старостта“. Една от формите на деменция, но далеч не единствена, е болестта на Алцхаймер.
Деменцията почти винаги започва със загуба на краткосрочната памет, а след това се развиват нарушения в още една или няколко когнитивни функции.
Деменциите могат да настъпят остро след травма, инфекции, мозъчен инсулт и др., но по-често те са в резултат на хронични и прогресиращи заболявания, водещи до пълна инвалидизация на болния.

## Причини
Причините за деменция могат да бъдат от различно естество – съдови, инфекции, травми, интоксикации, тумори, генетични, метаболитни и др. Съществуват обаче голям брой деменции, които нямат конкретен причинител, като болестта на Алцхаймер. Тези заболявания се наричат дегенеративни и са най-честата причина за деменция, особено сред по-възрастната част на населението.

### Заболявания, протичащи с деменции
- Деменция в резултат на дегенеративни заболявания:
  - Болест на Алцхаймер;
  - Фронто-темпорална деменция;
  - Болест с дифузни телца на Lewy;
  - Болест на Паркинсон и др.
- Съдови деменции в резултат на мозъчно-съдова болест
- Инфекции
- Травми
- Отравяне
- Генетични и метаболитни заболявания
- Туморни процеси

## Лечение
Деменциите се лекуват от лекар след предварително поставена диагноза. От голямо значение е правилно поставената диагноза, тъй като поведението на лекаря и лечението на различните видове деменции се различават.
Въпреки големият напредък на неврологията в последните години в областта на деменциите все още не е открито дефинитивно лечение на по-голямата част от дегенеративните заболявания, протичащи с дементен синдром.
Ранното откриване на заболяванията и адекватното им лечение води до прекратяване или забавяне на прогреса на заболяването, което зависи от отговорността на всеки човек и близките му относно здравето му.